# Piana (Castiglione del Lago)
Piana è una frazione del comune di Castiglione del Lago (PG).
Il paese si trova in pianura, 4 km a nord di Castiglione, ad un'elevazione di 277 m s.l.m.; secondo il censimento Istat, gli abitanti sono 206. Altre località del territorio sono Bertoni, Trasimeno I, Trasimeno II, Marchetti, I Castagni (274 m, 28 abitanti), Ferretto (287, 63 abitanti).

## Storia
La zona in cui si trova il paese era anticamente chiamata Silva Plana del Chiugi e costituiva una delle 14 poste del Chiugi Perugino, lo boscaglia che a nord delimitava il confine tra Perugia e Cortona.
Già nel 1258 si hanno notizie della chiesa di Sant'Elena, edificata da esuli provenienti da Cortona. La stessa chiesa fu promulgata parrocchia all'inizio del XIX secolo.

Monumenti religiosi
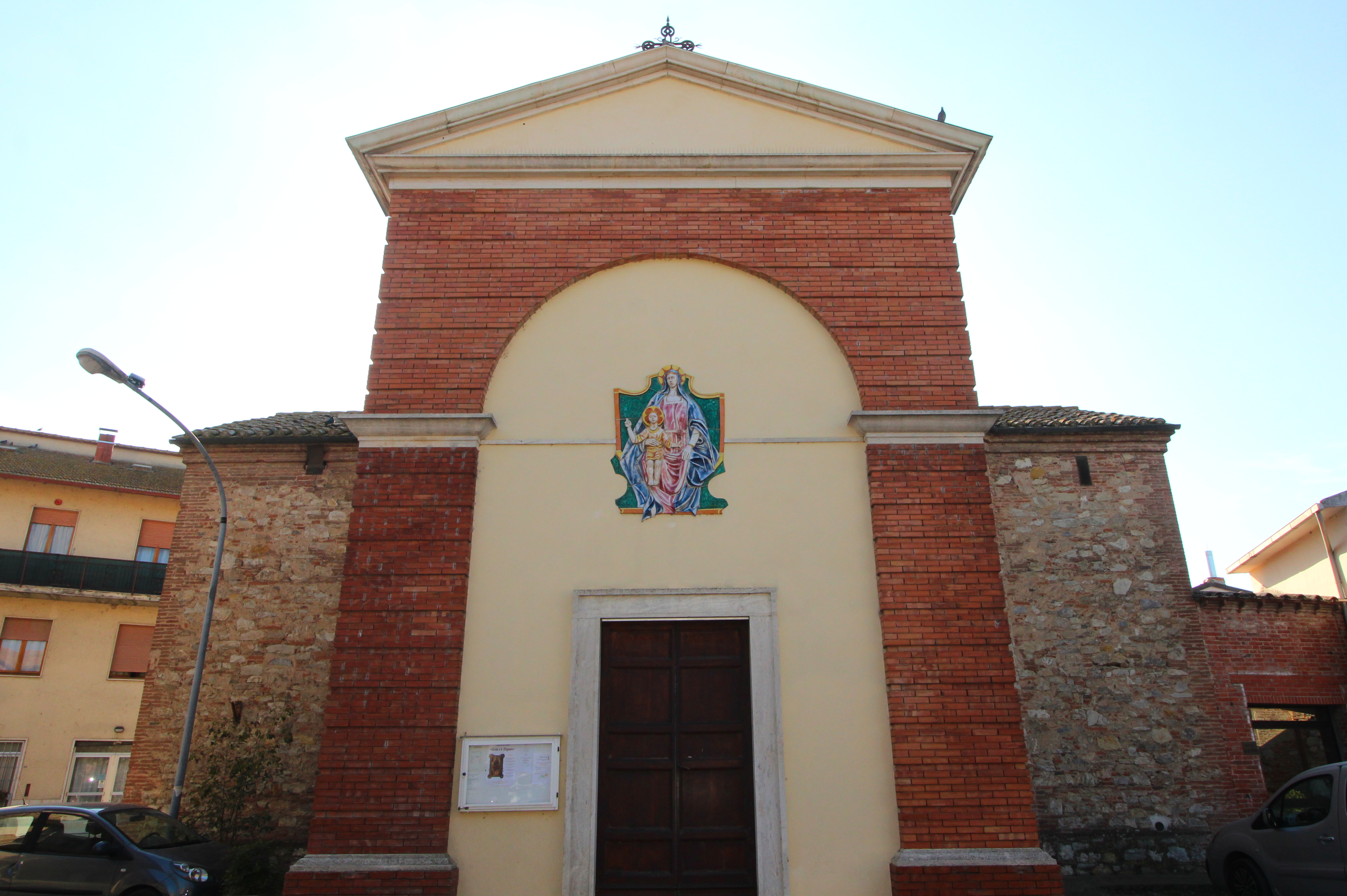
La chiesa di Santa Maria (Madonna della Rosa)
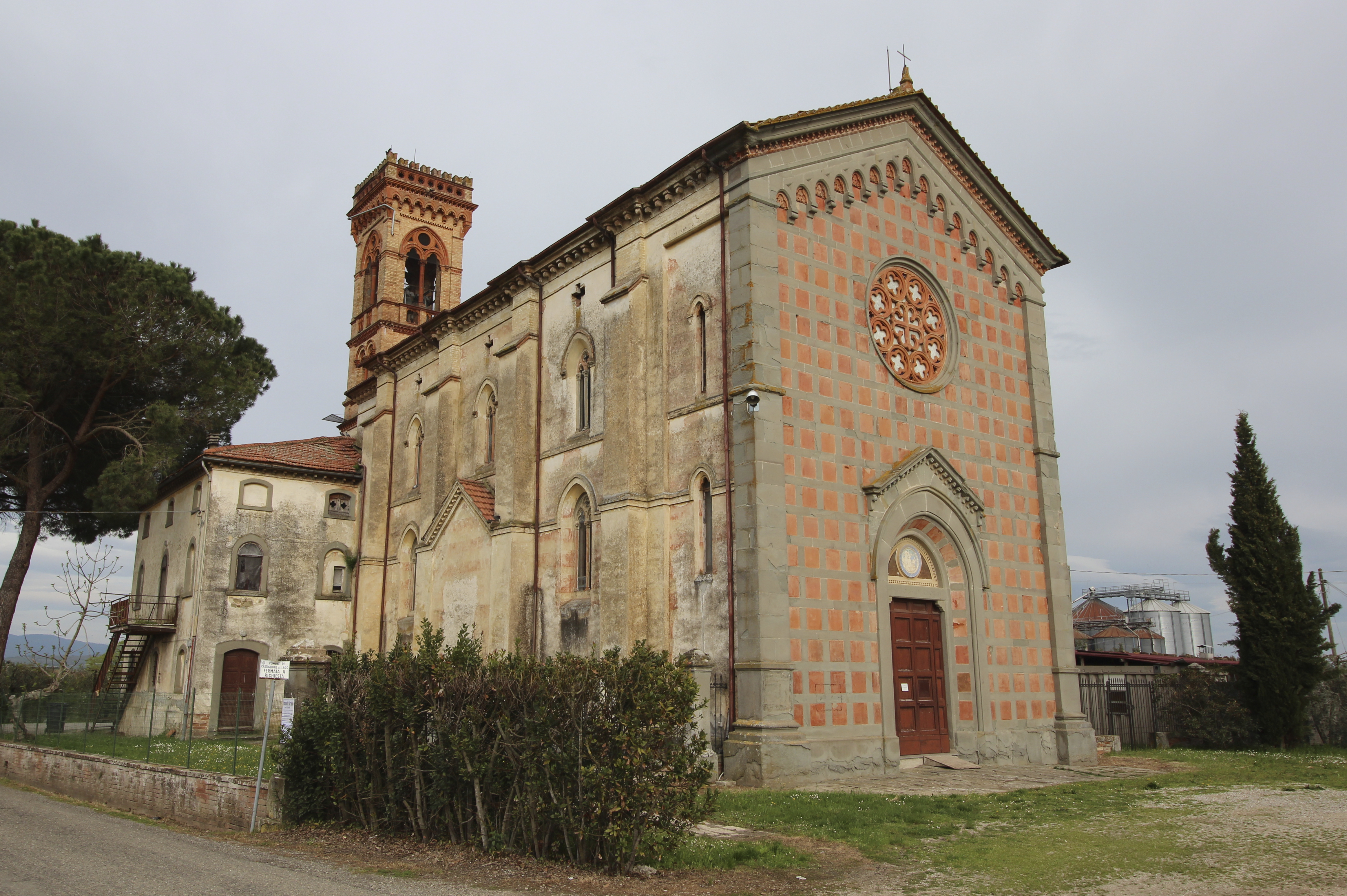
La chiesa di San Giovanni Battista (località Ferretto)

## Economia e manifestazioni
Data la sua posizione tra il capoluogo e il raccordo autostradale Perugia-Bettolle, un certo numero di attività industriali vi si sono sviluppate.
Annualmente vi si tiene la "Sagra del mangiar bene... come una volta", dedicata soprattutto ai cibi ottenuti dai suini. La festa si svolge tradizionalmente il terzo week end del mese di giugno e coinvolge l'intero paese.
Il piatto tipico della manifestazione è la "Stramaialata" composto da 7 pezzi della struttura del maiale, cucinato alla brace.
La caratteristica che contraddistingue la festa è la cottura del maiale, rigorosamente di 100 Kg, al girarrosto con un formidabile macchinario denominato "prima di Ercole".